# Wilhelm Fahrmbacher

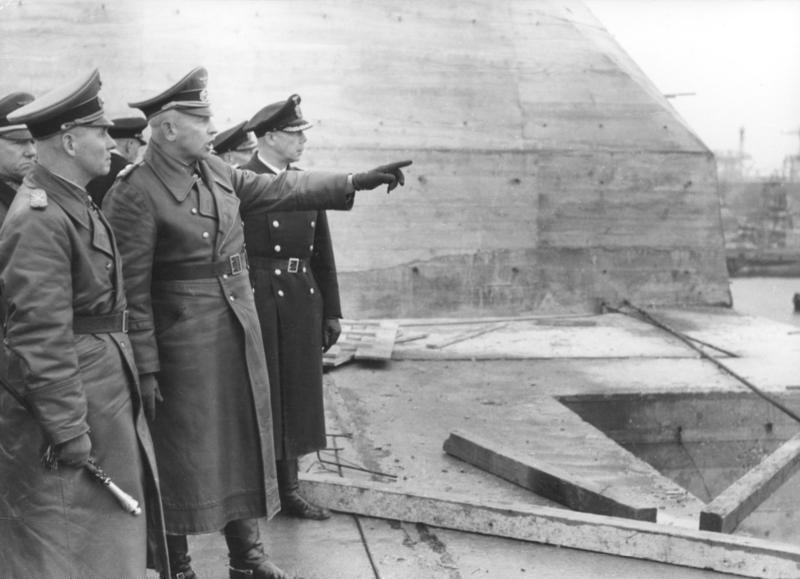
Wilhelm Fahrmbacher (Mitte) in Saint-Nazaire auf dem U-Boot-Bunker (18. Februar 1944), links Erwin Rommel

Wilhelm Fahrmbacher (* 19. September 1888 in Zweibrücken; † 27. April 1970 in Garmisch-Partenkirchen) war ein deutscher General der Artillerie während des Zweiten Weltkriegs.

## Leben
Fahrmbachers Militärlaufbahn begann am 18. Juli 1907, als er in das 5. Feldartillerie-Regiment „König Alfons XIII. von Spanien“ der Bayerischen Armee in Landau eintrat. Nach dem erfolgreichen Besuch der Kriegsschule München wurde er am 7. März 1910 mit Patent vom 26. Mai 1909 zum Leutnant befördert. Bereits zum 22. Januar 1909 hatte man ihn in das 4. Feldartillerie-Regiment „König“ nach Augsburg versetzt. Zur weiteren Ausbildung absolvierte Fahrmbacher von Oktober 1911 bis Ende Juni 1912 die Artillerie- und Ingenieur-Schule. Am 25. Januar 1914 folgte seine Ernennung zum Adjutant der I. Abteilung seines Regiments.
In dieser Stellung nahm Fahrmbacher nach dem Ausbruch des Ersten Weltkriegs zunächst an den Grenzgefechten und der Schlacht in Lothringen teil. Während der folgenden Kämpfe bei Nancy-Épinal wurde er am 24. August 1914 verwundet und musste kurzzeitig ins Lazarett. Nach seiner Gesundung kehrte er zu seinem Regiment zurück und wurde am 19. Mai 1915 zum Oberleutnant befördert. Von Dezember 1915 bis Ende April 1916 übertrug man ihm die Führung der 1. Gebirgs-Kanonenbatterie in der Gebirgs-Kanonen-Abteilung 213. Anschließend war Fahrmbacher Führer der 6. Batterie des 21. Feldartillerie-Regiments und wurde dann am 22. Februar 1917 als Regimentsadjutant in das 4. Feldartillerie-Regiment „König“ rückversetzt. Hier folgte am 22. März 1918 seine Beförderung zum Hauptmann. Für sein Wirken während des Krieges hatte man ihn mit beiden Klassen des Eisernen Kreuzes, dem Bayerischen Militärverdienstorden IV. Klasse mit Schwertern und dem Verwundetenabzeichen in Schwarz sowie dem Österreichischen Militärverdienstkreuz III. Klasse mit der Kriegsdekoration ausgezeichnet.
Nach dem Waffenstillstand von Compiègne, der Rückführung in die Heimat und der Demobilisierung seines Regiments, war Fahrmbacher Führer einer Volkswehr-Batterie. Im Oktober 1919 wurde er in die Vorläufige Reichswehr übernommen. Mit der Bildung der Reichswehr wurde Fahrmbacher Eskadronchef in der Fahr-Abteilung 7. Später war er u. a. im Reichswehrministerium bzw. im Reichskriegsministerium tätig und wurde zunächst im Februar 1928 zum Major, im Februar 1932 zum Oberstleutnant und im April 1934 zum Oberst befördert. Seine Ernennung zum Generalmajor erfolgte am 31. Juli 1937. Am 15. August 1938 übernahm er als Kommandeur die 5. Infanterie-Division.
Vor Ausbruch des Zweiten Weltkriegs am 31. Mai 1939 zum Generalleutnant befördert, nahm er mit seiner Division ab September 1939 am Überfall auf Polen und ab Mai 1940 am Westfeldzug teil. Dafür erhielt er am 24. Juni 1940 das Ritterkreuz des Eisernen Kreuzes. Gleichzeitig mit seiner Beförderung zum General der Artillerie am 20. Oktober 1940 erfolgte seine Ernennung zum Kommandierenden General des VII. Armeekorps, das im Bereich der Heeresgruppe Mitte ab Mitte 1941 am Unternehmen Barbarossa teilnahm.

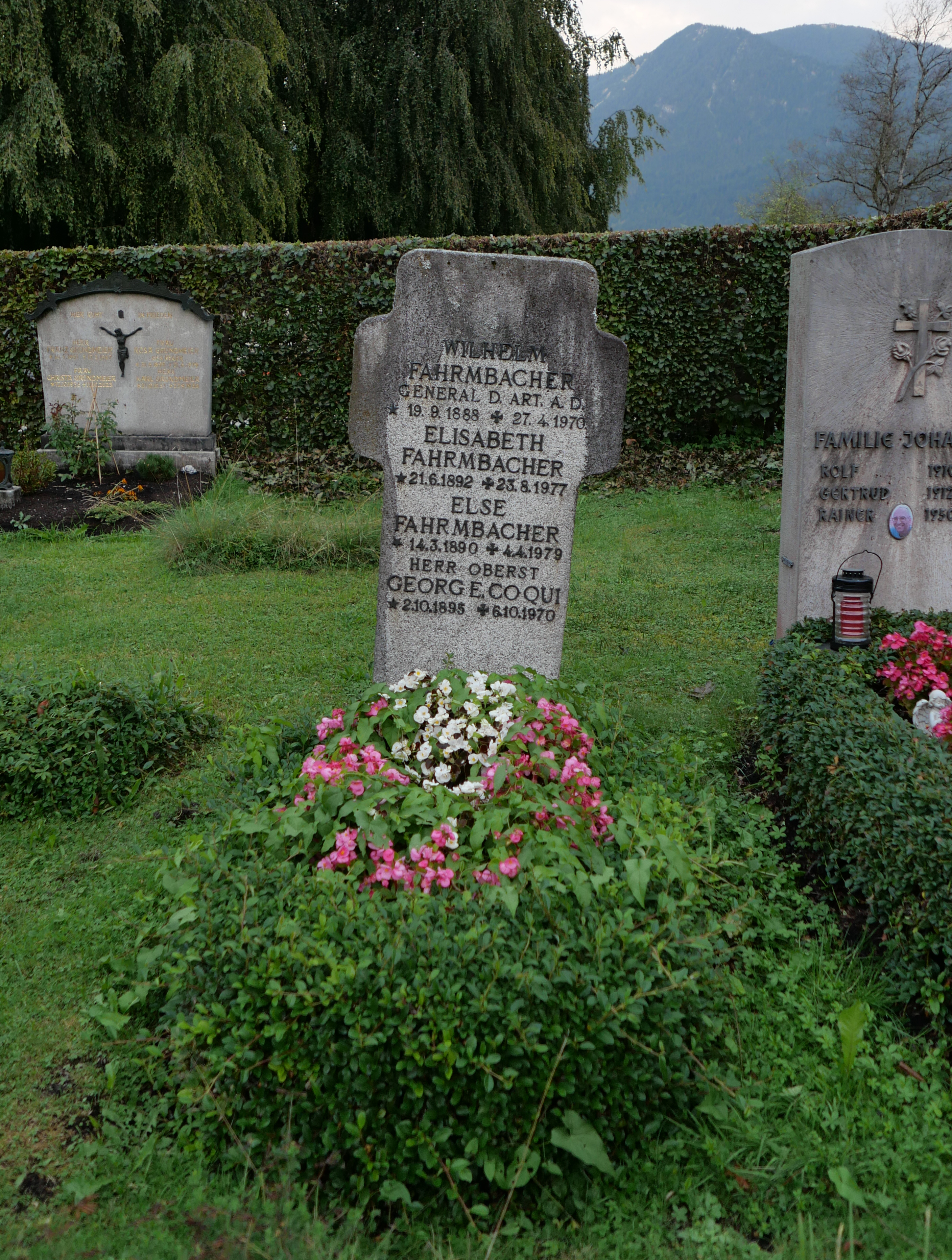
Das Grab im Jahr 2024

Von März bis Mai 1942 erfolgte Fahrmbachers Versetzung in die Führerreserve des Oberkommandos des Heeres. Anschließend wurde ihm das XXV. Armeekorps in Frankreich unterstellt und er am 30. Oktober 1943 mit dem Deutschen Kreuz in Silber ausgezeichnet. Kurz nach Beginn der alliierten Operation Overlord bekam er am 10. Juni 1944 das Kommando über die Armeegruppe Normandie, das er aber schon am 1. August wieder abgab, um Befehlshaber der deutschen Einheiten in der Bretagne zu werden. Nachdem die Alliierten die Schlacht um die Bretagne eröffnet hatten und in schnellem Tempo versuchten die Atlantikhäfen zu erreichen, musste sich General Fahrmbacher mit seinen Truppen nach Lorient zurückziehen, dessen Umgebung am 9. August von der 4. US-Panzerdivision erreicht wurde. Hitler hatte die Atlantikhäfen zur Festung erklärt, die bis zum letzten Mann verteidigt werden sollten. Fahrmbacher, der nun keinerlei Handlungsmöglichkeiten hinsichtlich der Verteidigung der Bretagne mehr hatte, da Lorient genau wie Brest und St. Nazaire von den Amerikanern eingekesselt war, beschränkte sich als Festungskommandant auf Widerstand gegen die Einnahme der Stadt. Fahrmbacher kapitulierte am 10. Mai 1945, zwei Tage nach der deutschen Gesamtkapitulation, mit 10.000 Mann gegenüber den Amerikanern. Anschließend kam er zunächst in US-amerikanische, dann in französische Kriegsgefangenschaft, aus der er am 10. August 1950 entlassen wurde.
Vom 15. März 1951 bis August 1958 war Fahrmbacher Militärberater des zentralen Planungsstabes der ägyptischen Armee. Anfang der 1960er Jahre war er beteiligt an der Affäre um deutsche Raketenexperten in Ägypten.
Seine Erlebnisse während der Verteidigung von Lorient verarbeitete er 1956 in dem Buch Lorient.
Fahrmbacher ist in einem Familiengrab auf dem Friedhof Garmisch bestattet, wo auch mehrere andere Wehrmachtsgenerale begraben sind. 

## Werke
- Lorient. Entstehung und Verteidigung des Marine-Stützpunktes 1940/1945. Prinz-Eugen-Verlag. Weissenburg 1956.